# Fuentepelayo
Fuentepelayo es una localidad y municipio perteneciente a la provincia de Segovia, en la comunidad autónoma de Castilla y León (España).

## Símbolos
El escudo heráldico que representa al municipio se blasona de la siguiente manera:

«Escudo mantelado. Primero, de gules con un báculo episcopal de oro. Segundo, de oro con tres gallos de sable, armados, picados y crestados de gules, puestos en palo. El mantel con ondas de plata y azur. Timbrado de la Corona Real Española.»
Boletín Oficial de Castilla y León nº 73/1995 de 18 de abril de 1995

La descripción textual de la bandera es la siguiente:

«Bandera cuadrada de proporción 2:3, partida al tercio del asta de amarillo (1/3) y rojo (2/3), y sobre la partición amarilla tres gallos negros, picados, armados y crestados de rojo.»
Boletín Oficial de Castilla y León nº 73/1995 de 18 de abril de 1995

## Geografía

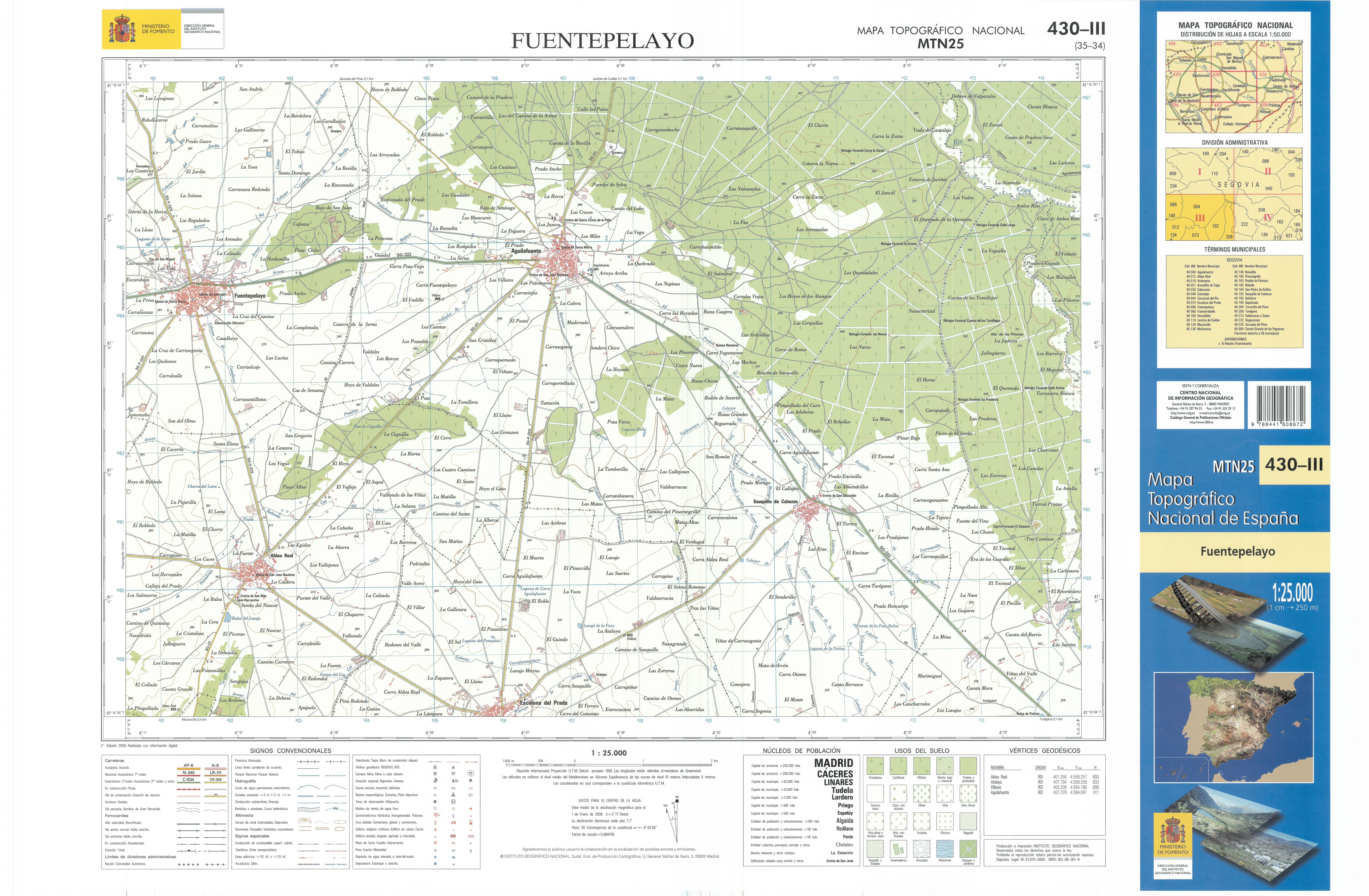
Fragmento de la hoja 430 del Mapa Topográfico Nacional de España de 2008 en el que se representa parte de Fuentepelayo

| Noroeste: Navalmanzano  | Norte: Zarzuela del Pinar      | Noreste: Zarzuela del Pinar |
| Oeste: Navalmanzano     |                                | Este: Aguilafuente          |
| Suroeste: Pinarnegrillo | Sur: Pinarnegrillo, Aldea Real | Sureste: Aldea Real         |

## Geografía humana

### Demografía
Cuenta con una población de 772 habitantes (INE 2024).
| Gráfica de evolución demográfica de Fuentepelayo entre 1842 y 2021 |
| |
| Población de derecho según los censos de población del INE. Población de hecho según los censos de población del INE.En este Censo se denominaba Fuente Pelayo: 1842. |

| 1441          | 1482 | 1526 | 1475 | 1550 | 1536 | 1575 | 1574 | 1663 | 1604 | 1641 | 1521 | 1342 | 1116 | 1092 |
| (Fuente: INE) |      |      |      |      |      |      |      |      |      |      |      |      |      |      |

| 1006          | 979 | 953 | 977 | 975 | 1001 | 1005 | 958 | 984 | 937 | 893 | 852 | 822 | 786 |
| (Fuente: INE) |     |     |     |     |      |      |     |     |     |     |     |     |     |

## Administración y política
| Periodo   | Nombre                            | Partido   |
| --------- | --------------------------------- | --------- |
| 1979-1983 | Emiliano Zamora Martín            | UCD       |
| 1983-1987 | Guillermo Gilmartín Gómez         | AP-PDP-UL |
| 1987-1991 | Daniel Jesús López Torrego        | PSOE      |
| 1991-1995 | Daniel Jesús López Torrego        | PSOE      |
| 1995-1999 | Daniel Jesús López Torrego        | PSOE      |
| 1999-2003 | Daniel Jesús López Torrego        | PSOE      |
| 2003-2007 | Jesús Lorenzo Tejedor De Santos   | PP        |
| 2007-2011 | Jesús Lorenzo Tejedor De Santos   | PP        |
| 2011-2015 | Daniel Jesús López Torrego        | PSOE      |
| 2015-2019 | Daniel Jesús López Torrego        | PSOE      |
| 2019-2023 | Jesús Macario Arribas Zaera       | PSOE      |
| 2023-act. | Alba de Misericordia Sanz Tejedor | PP        |

## Patrimonio

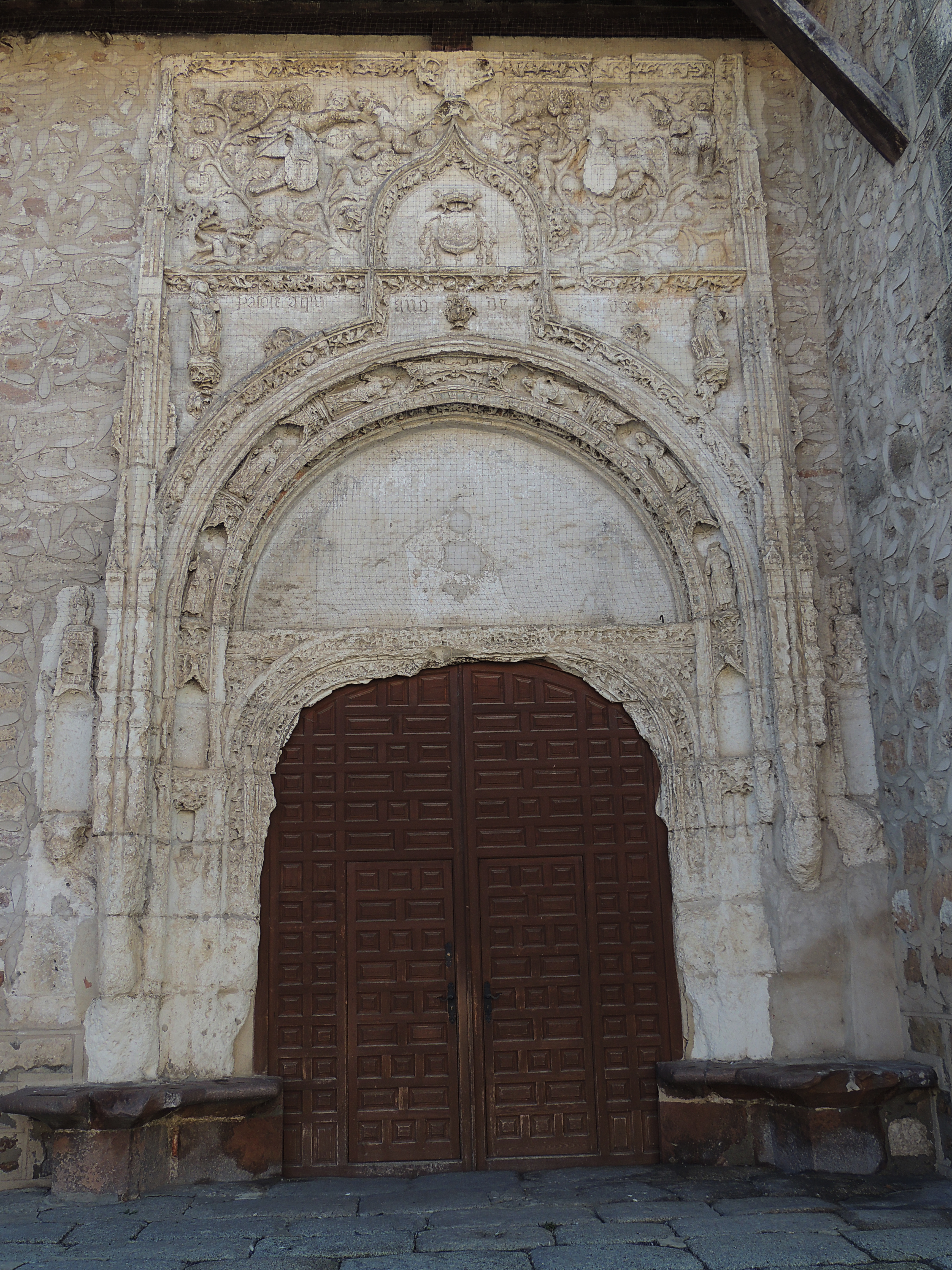
Portada de la iglesia de Santa Maria

- Iglesia de El Salvador. El 30 de mayo de 1996 fue declarada Bien de Interés Cultural.
- Iglesia de Santa María. El 8 de junio de 1995 fue declarada Bien de Interés Cultural.

## Cultura

### Ferias y fiestas locales
Las fiestas se celebran en la tercera semana de agosto con 4 encierros, 2 por las calles de la localidad y otros dos que comienzan en el campo y conducidos por caballos llegan hasta la plaza mayor del pueblo.
El acontecimiento más representativo es el desfile de carrozas que se celebra el sábado por la tarde; cada una de las peñas de la localidad prepara durante meses su carroza para desfilar el sábado de las fiestas por las calles de la localidad.
Además de esta fiesta se celebran Las Águedas, Las Candelas, Semana Santa, El Mayo (Los Quintos), La Octava del Corpus Christi (fiesta de gran interés cultural), San Cristóbal, y San Miguel (patrón de la villa).
La feria más importante es la “Feria del Ángel”, que data del siglo XVIII, aunque el certamen tal y como se conoce ahora empezó en 1985. Se celebra el primer fin de semana de marzo. Este acontecimiento convierte a Fuentepelayo en un gran escaparate en el que se pueden ver las últimas novedades en el mercado de maquinaria agrícola y ganadera. Pero esta muestra no ha cerrado las puertas a otros sectores, y la alimentación, la artesanía, los muebles o la decoración han sabido hacerse un hueco importante en la exposición. En la actualidad, unos 200 expositores procedentes casi todas las comunidades autónomas muestran sus productos en este certamen que cuenta además con varias actividades informativas, de ocio y entretenimiento. Miles de personas visitan cada año la feria, un referente obligado y representativo de los certámenes multisectoriales que se celebran en la región. 
Paralelamente se desarrolla desde 1986 la Feria del Caballo como complemento de la exposición de maquinaria y con la intención de rememorar las antiguas ferias de ganados. Este certamen cuenta con compra-venta de caballos, concursos y exhibiciones de doma de alta escuela, doma vaquera, y muestras de diversas cuadras y ganaderías. 
Durante el primer fin de semana de junio se celebran la Feria de Turismo Rural, Ocio y Tiempo Libre y la Feria de Mascotas. 
Con motivo de la festividad de San Miguel, patrón de la villa, el último fin de semana de septiembre, tienen lugar la Feria de Nuevas Tecnologías y la Feria de Vehículos de Ocasión y Kilómetro 0. 
El calendario de ferias termina a principios de diciembre con la Feria de Alimentación.